# Смесена икономика
Смесен тип икономика или просто смесена икономика e икономика, която включва както частен, така и държавен контрол, или това е смесица от капитализъм и социализъм.

## Отношение към типа управление
Смесената икономика е най-често асоциирана със социалдемократичните форми на управление. Все пак, като се има предвид широкия спектър от икономически системи, които могат да бъдат описани с термина, повечето типове на управление са смятани, че имат някаква форма на смесена икономика.

## Икономика на САЩ
Съвременната икономика на САЩ е смятана за смесена икономика (с централна банка, публична пощенска услуга, държавни училища, както и частни, полиция и пожарна, държавни, закони за минимална работна заплата, социално осигуряване, субсидиране на земеделието).